# 下間光頼
下間 光頼（しもつま こうらい）は、戦国時代の武将で、本願寺の坊官。父は下間頼慶、母は円如の乳母・奥。真頼、融慶の兄。子に頼総、頼芸。通称は丹後。
享禄3年（1530年）頃、下間氏一族の対立で父と共に本願寺を退去したが、天文4年（1535年）に従兄弟の下間頼秀・頼盛兄弟の失脚で帰参。天文5年（1536年）・6年（1537年）に父に代わり奏者を務める、本願寺と協調した室町幕府から加賀徳久村の代官に任じられ本願寺門徒の違乱を防ぐ役割を任されるなど、本願寺10世法主証如の側近として活躍した。
天文10年（1541年）の父の死後出家、証如から丹後の官途名を与えられ、坊官の最高位である上座の位に就任した。同年法橋にもなり、心勝を名乗った。また官途名・丹後は下間氏嫡流の名乗りで、本来の嫡流だった頼秀・頼盛兄弟の失脚で頼慶・光頼父子が嫡流とされた。天文18年（1549年）までに法眼にもなったが同年急死。長男の頼総が上座を継いだが幼少のため、弟の真頼と従甥の下間頼治が証如から上座の代行を命じられることとなった。